# Cerbère
Cerbère (în catalană Cevera de la Marenda) este o comună în departamentul Pyrénées-Orientales din sudul Franței. În 2009 avea o populație de 1.510 de locuitori.

## Evoluția populației
| An        | 1975  | 1982  | 1990  | 1999  | 2006  | 2009  |
| --------- | ----- | ----- | ----- | ----- | ----- | ----- |
| Populație | 1.940 | 1.641 | 1.461 | 1.487 | 1.551 | 1.510 |